# Yūsuke Hoshino
Yūsuke Hoshino (japanisch 星野 有亮 Hoshino Yūsuke; * 12. Mai 1992 in der Präfektur Tokio) ist ein ehemaliger japanischer Fußballspieler.

## Karriere
Hoshino erlernte das Fußballspielen in der Schulmannschaft der Shizuoka Gakuen High School und der Universitätsmannschaft der Senshū-Universität. Seinen ersten Vertrag unterschrieb er 2015 bei Zweigen Kanazawa. Der Verein spielte in der zweithöchsten Liga des Landes, der J2 League. Für den Verein absolvierte er 25 Ligaspiele. 2018 wechselte er zum Drittligisten Gainare Tottori. Für den Verein absolvierte er 52 Ligaspiele. Ende 2019 beendete er seine Karriere als Fußballspieler.